# Sắt(III) boride
Sắt borua là tên gọi của nhiều hợp chất vô cơ khác nhau có công thức chung là FexBy. Hai hợp chất sắt borua chính là FeB và Fe2B. Một số muối sắt borua có các tính chất hữu ích như từ tính, tính dẫn điện, chống ăn mòn và độ cứng cực lớn. Một số trong chúng đã được sử dụng vào việc làm lớp bao bọc bên ngoài cho sắt. Sắt borua có các tính chất của gốm như độ cứng cao, và tính chất của các tính chất kim loại, chẳng hạn như tính dẫn nhiệt cũng như tính dẫn điện. Lớp bo phủ trên sắt có chất lượng cao, chịu ma sát, và chống ăn mòn. Sắt monoborua (FeB) là bột màu xám không hòa tan trong nước. FeB có tính cứng hơn Fe2B, nhưng dễ gãy hơn và dễ bị nứt khi va chạm.

## Độc tính
Hợp chất sắt hoặc muối sắt đều gây kích ứng đường hô hấp, hợp chất sắt còn có thể gây nên bệnh xơ phổi nếu hít phải bụi hóa chất này. Nguy hiểm hơn, nếu hít phải một lượng lớn hóa chất này, hoàn toàn có thể dẫn đến bệnh phế quản phổi. Ngoài ra, việc hít vào dưới dạng muối sắt cùng không kém nguy hiểm, cùng gây kích ứng cho đường hô hấp tương tự như hít phải lượng bụi hợp chất sắt. Hợp chất muối sắt(III) này được xem như là chất gây kích thích da.